# Eduardo Saverin
Eduardo Luiz Saverin (São Paulo, 19 de março de 1982) é um investidor-anjo e empreendedor da Internet brasileiro.
Saverin é um dos cinco cofundadores do Facebook, juntamente com Mark Zuckerberg, Dustin Moskovitz, Chris Hughes e Andrew McCollum. Em 2012, ele possuía menos que 5% das ações do Facebook e em 2022 tem um patrimônio líquido de 6,8 bilhões de dólares, segundo a Forbes. Em 2024, foi considerado a pessoa mais rica do Brasil. Ele também investe em startups em estágio inicial, como a Qwiki.
Em julho de 2021, Eduardo se tornou o brasileiro mais rico do mundo segundo o ranking de bilionários da revista Forbes, ultrapassando Jorge Paulo Lemann com uma fortuna calculada na epoca em 19,5 bilhões de dólares.
Foi interpretado pelo ator norte-americano Andrew Garfield no filme da Columbia Pictures A Rede Social (2010).

## Família
Eduardo Luiz Saverin nasceu numa família judaica na cidade de São Paulo. Seu pai, Roberto, é um industrial paulistano que trabalhou com exportação, vestuário, transporte e imobiliário. Seu avô paterno, Eugenio (Eugen) Saverin, nasceu na cidade de Brașov na Romênia em 1921 e emigrou para o Brasil em 1948 com nacionalidade húngara. Sua avó paterna, Nada Spira, nasceu em Osijek, no território da atual Croácia. A mãe de Eduardo, Sandra Rytenband, falecida em 2020, era filha de imigrantes judeus nascidos na Polônia.
Eugen Saverin fundou em 1952 a Tip Top, marca de roupas infantis, e trouxe para o mercado um dos primeiros modelos de macacão para crianças. Roberto Saverin chegou a trabalhar com o pai na fábrica de roupas infantis. Em 1993, a família mudou-se para os Estados Unidos, estabelecendo-se em Miami. Em 1987, Eugênio vendeu a empresa para o grupo TDB, que até hoje controla a marca.
Roberto Saverin, atualmente dono de uma companhia exportadora de remédios em Miami, nos Estados Unidos, relembra em entrevista à Revista Veja: "Sempre quis morar nos Estados Unidos, era um sonho que decidi alimentar porque o Brasil estava em crise, o Collor tinha congelado a poupança, não estava nada fácil", diz. Roberto migrou para a América do Norte com a mulher, psicóloga, e três filhos — Eduardo, uma irmã dois anos mais velha que ele e um irmão, o primogênito. Foi somente alguns anos depois, já nos Estados Unidos, que Roberto soube que Eugênio Saverin, seu pai, judeu romeno que montou no Brasil uma das mais conhecidas lojas de roupas infantis de São Paulo, a Tip Top, aparecera numa lista de supostos sequestráveis.

## Educação
Saverin estudou na Gulliver Preparatory School, em Miami, e então ingressou na Universidade Harvard, onde se tornou membro do Phoenix S.K. Club, além de presidente da Associação de Investimentos de Harvard. Enquanto estudante universitário, Saverin aproveitou brechas em regulamentos sobre insider trading do Brasil e lucrou 300 mil dólares através de investimentos estratégicos no setor de petróleo. Em 2006, Saverin graduou-se magna cum laude pela Universidade de Harvard, como bacharel em economia, na mesma universidade fez pós-graduação e recebeu o MBA. Ele é um membro da fraternidade Alpha Epsilon Pi.

## Carreira

### Facebook
Durante seu primeiro ano em Harvard, Saverin encontrou seu companheiro de graduação, o estudante de segundo ano Mark Zuckerberg. Ao perceber a falta de um site de rede social dedicado aos estudantes da universidade, os dois trabalharam juntos para lançar o Facebook em 2004. Como cofundador, Saverin realizou o papel de diretor financeiro e gerente de negócios da empresa.
Para fundar o Facebook, Saverin colocou US$ 1 mil e ficou responsável pela parte financeira do negócio, ganhando 30% do capital da empresa. Já Zuckerberg, que ficou responsável por programar toda a plataforma, ficou com os 70% restantes. A importância de Saverin no início da empresa foi tamanha que o primeiro endereço comercial do Facebook foi a casa dos pais de Saverin em Miami.
A ação judicial movida pelo Facebook contra Saverin e o processo aberto por Saverin contra o Facebook foram resolvidos em um acordo fora do tribunal. Embora os termos do acordo não tenham sido divulgados, a empresa reconheceu Saverin como cofundador do Facebook. Ele assinou um acordo de não divulgação após o fim das negociações.

### Pós-Facebook
Saverin vive em Singapura desde 2009. Em setembro de 2011, ele renunciou à sua cidadania estadunidense; especula-se que a mudança de cidadania tenha sido uma tentativa de reduzir os impostos de ganhos importantes que Saverin teria pago após a oferta pública inicial do Facebook. O The Wall Street Journal estimou a economia fiscal em mais de 700 milhões de dólares. Em resposta, o senador Chuck Schumer introduziu a Lei de Ex-Patriot, o que poderia ter evitado que Saverin pudesse retornar aos Estados Unidos, mas o projeto foi engavetado já na comissão em que foi proposto.

## Representações na mídia
O filme de 2010 A Rede Social retrata a relação entre Saverin e Zuckerberg desde a criação do Facebook até a ação judicial de Saverin contra Zuckerberg. O personagem de Saverin é interpretado pelo ator Andrew Garfield, cujo trabalho foi aclamado pela crítica e que recebeu indicações para o Globo de Ouro de melhor ator coadjuvante em cinema e BAFTA de melhor ator coadjuvante em cinema.